# Констанція (княгиня Антіохії)
Конста́нція I (*Constance d'Antioche, 1127—1130) — княгиня Антіохійська в 1130—1163 роках.

## Біографія

### Молоді роки
Походила з династії Отвілів. Донька Боемунда II, князя Антіохії, та Аліси Єрусалимської. Народилася у 1127 році. 1130 року загинув її батько. Почалася боротьба за регентство між її матір'ю Алісою та антіохійськими баронами. Зрештою у справу втрутився дід Констанції — Балдуїн II, король Єрусалиму, що став регентом. Втім вже у 1131 році він помер. Тому почалася нова боротьба за опіку та регентство. В ній переміг Фулько, новий король Єрусалиму, що здолав Алісу та її союзника Понса, графа Триполі. Цією колотнечею скористався Левон I, князь гірської Кілікії, що 1132 року захопив міста Тарс, Адану, Мамістру, в 1135 році — Сарвантікар. У відповідь до Кілікії вдерлися війська Бодуена, графа Мараша, васала Антіохійського князівства.

### Перший шлюб
У 1135 році було обрано нареченого для Констанції — Раймунд де Пуатьє. В серпні того ж року відбулося весілля. В цей час мосульський атабек Імад ад-Дін Зенгі захопив міста Атареб, Сердану, Тель-Арді, аль-Маарру. Навесні 1136 року Шавар, намісник Зенгідів в Алеппо, атакував володіння Антіохійського князівства, дійшовши до Лаодікеї. Проте Бодуен Мараський завдав поразки Левону I, князю Кілікії. Останній вимушений був віддати усі захопленні міста.
У 1148 році до Антіохії прибули учасники Другого хрестового походу. Під час перебування французького короля Людовика VII і його дружини Елеонори Аквітанської поповзли чутки про зв'язок між чоловіком княгині Констанції та Елеонорою. 1149 року у битві біля Інабу антіохійці зазнали поразки від мосульського атабека Нур ад Діна, а Раймунд де Пуатьє загинув. В результаті мусульмани захопили землі князівства на схід від річки Оронт.

### Другий шлюб
У справу втрутився Балдуїн III, король Єрусалиму, який змусив Нур ад-Діна підписати перемир'я. Після цього у 1150 і 1152 році король намагався переконати Констанцію укласти шлюб з одним з його васалів, щоб контролювати Антіохійське князівство. Констанція відмовилася. У внутрішніх справах вона спиралася на латинського патріарха Антіохії Аймері. Візантійський імператор Мануїл I запропонував свою кандидатуру — Іоанна Рожера Далассена. Натомість 1153 року Констанція вийшла заміж за лицаря Рено де Шатільйона.
У 1157 році Рено де Шатьлійон вступив у конфлікт з Тибальдом Фландрським за місто Шайзар. Також він відмовився дати васальну присягу Візантії, що спричинило війну з останньою. Зрештою Шатільйон зазнав поразки й визнав себе васалом імператора Мануїла I. 1160 року потрапив у полон до Мадж ад-Діна, намісника Алеппо. За цих обставин Констанція виступила проти бажання старшого сина Боемунда III перебрати влади. Натомість тому на допомогу прийшов єрусалимський король Балдуїн III, який оголосив Боемунда III князем, а себе регентом. За цих обставин Констанція погодилася на шлюб доньки Марії з імператором Мануїлом I. Натомість останній визнав Констанцію княгинею Антіохійською.
Констанція правила до 1163 року, коли знову вступила у конфлікт з Боемундом III. Княгиня спиралася на допомогу візантійського дуки Константина Каламана. Але її син за підтримки кілікійського князя Тороса II відібрав владу в матері. Констанція померла того ж року в Лаодікеї.

## Родина
1. Чоловік — Раймунд де Пуатьє, син Вільгельма IX, герцога Аквітанії.
Діти:
- Марія (1145—1182) — дружина візантійського імператора Мануїла I
- Боемунд (1147/1148—1201) — князь Антіохії
- Філіппа (1148—1178) — дружина Гамфрі II де Торона, конетабля Єрусалимського королівства
- Балдуїн (д/н—1176) — візантійський військовик

2. Чоловік — Рено де Шатільйон.
Діти:
- Агнес (1154—1184) —  дружина Бели III Арпада, короля Угорщини